# Hjerritsdal Vandmølle
56°39′33″N 9°50′30″Ø / 56.65917°N 9.84167°Ø
Hjerritsdal Vandmølle er en vandmølle der ligger ved  Valsgård Bæk, et par kilometer nord for Mariager Fjord i Valsgaard Sogn, Mariagerfjord Kommune. 
Den er kendt tilbage til midten af 1400-tallet og hørte oprindeligt under herregården Bramslevsgård, der i 1541 kom under godset Havnø. Møllen  er brændt flere gange, senest i 1829. Møllen var oprindelig en kornmølle, men mølledriften ophørte i begyndelsen af dette århundrede, men  mølledammen, stigbord,  malekarm og møllehjulet, der er et overfaldshjul  bevaret og restaureret i 2002. 
Det vinkelbyggede mølle- og stuehus samt det fritliggende udhus fra ca. 1830 blev fredet i 1959.